# La bandera blanca y verde
La bandera blanca y verde (em português: "A bandeira branca e verde") é o hino da Andaluzia. A letra foi escrita por Blas Infante, o pai do nacionalismo andaluzo. Foi aprovado no âmbito do Estatuto de Autonomia da Andaluzia. A música para o hino da Andaluzia foi composta pelo ex-diretor da Banda Municipal de Sevilha José del Castillo Díaz. As origens da música são vagamente inspiradas no Santo Dios, um cântico religioso amplamente difundido na Andaluzia rural, geralmente cantado pelos camponeses, enquanto recolhem as suas colheitas. Acredita-se que Blas Infante sugeriu a música a José del Castillo; embora a melodia do hino seja um original de Castillo. Após a Guerra Civil Espanhola, as partituras originais foram destruídas, e só um manuscrito para o piano está conservada. O compositor Manuel Castillo melhorou a versão de José del Castillo.

## Letra
| Em espanhol: La bandera blanca y verde vuelve, tras siglos de guerra, a decir paz y esperanza, bajo el sol de nuestra tierra. ¡Andaluces, levantaos! ¡Pedid tierra y libertad! ¡Sea por Andalucía libre, España y la Humanidad! Los andaluces queremos volver a ser lo que fuimos hombres de luz, que a los hombres, alma de hombres les dimos. ¡Andaluces, levantaos! ¡Pedid tierra y libertad! ¡Sea por Andalucía libre, España y la Humanidad! | Em português: A bandeira branca e verde volta, após séculos de guerra a dizer paz e esperança sob o sol da nossa terra. — Refrão — Andaluzos, levantem-se! Peçam terra e liberdade Sejam por uma Andaluzia livre, Espanha e a Humanidade. Nós, Andaluzos, queremos voltar a ser o que fomos homens de luz, que aos homens, alma de homens lhes demos. — Refrão — Andaluzos, levantem-se! Peçam terra e liberdade Sejam por uma Andaluzia livre, Espanha e a Humanidade. |